# Sphecosoma roseipuncta
Sphecosoma roseipuncta là một loài bướm đêm thuộc phân họ Arctiinae, họ Erebidae.